# 로드 오브 워
《로드 오브 워》(Lord Of War)는 미국에서 제작된 앤드류 니콜 감독의 2005년 범죄, 드라마, 스릴러, 액션 영화이다. 니콜라스 케이지 등이 주연으로 출연하였고 니콜라스 케이지 등이 제작에 참여하였다.

## 출연

### 주연
- 니콜라스 케이지

### 조연
- 자레드 레토
- 브리짓 모이나한
- 이안 홈
- 이몬 워커
- 에단 호크

## 기타
- 공동제작: 더글러스 핸슨
- 라인프로듀서: 아르테미오 벤키
- 라인프로듀서: 그레이그 버클
- 라인프로듀서: 다렌 골드버그
- 협력프로듀서: 짐 비달
- 미술: 장 빈센트 푸조스
- 의상: 엘리자베터 베랄도
- 배역: 민디 마튼

## 같이 보기
- 워 독